# Nimm sie hin
Nimm sie hin, op. 358, är en polka-francaise av Johann Strauss den yngre. Den framfördes första gången den 9 juli 1873 i Wien.

## Historia
Den 1 maj 1873 invigdes Världsutställningen i Wien i nöjesparken Pratern. Arrangörerna hade förväntat sig en anstormning av besökare men ett ihärdigt regn och ovanligt låga temperaturer gjorde att antalet besökare sjönk till ett minimum. Inte förrän i början av juli började regnet att avta. Johann Strauss utnyttjade tillfället och anordnade en stor festival med fyrverkerier. Evenemanget ägde rum den 9 juli och publiken kunde lyssna till två regementsorkestrar (Infanteriregementena Nr 21 och 55) och Tyska orkestern under ledning av Julius Langenbach. Strauss och Langenbach turades om att dirigera orkestern och programmet bestod bland annat av tre stycken som Strauss hade arrangerat från sin nya operett Der Karneval in Rom: polkan Vom Donaustrande (op. 356), valsen Carnevalsbilder (op. 357) och polkan Nimm sie hin. Tidningen Fremden-Blatt skrev den 11 juli: "Den stora massan applåderade entusiastiskt Herr Strauss kompositioner, och med tanke på applådåskorna var flerfaldiga repriser oundvikliga". Av de tre verken var det endast Carnevalsbilder som recenserades i Fremden-Blatt såsom ett premiärverk; de två andra verken rubricerades endast som "nya" vilket indikerar tidigare framföranden. Vom Donaustrande spelades första gången den 6 april 1873 och enär det första framförandet av Nimm sie him hittills är okänt innan Strauss spelade det den 9 juli kan ett tidigare framförande inte avfärdas.
Titeln Nimm sie hin kommer från en aria i akt II (Nr. 7) "Nimm ihn hin, er sei dein, und mein Segen obendrein". De övriga melodierna kommer från akterna I och II:
- Tema 1A   -

Akt II Duett (No. 9): Marie and Arthur: "Denn nur, wenn frisch und frei der Sinn"
- Tema 1B   -

Akt I Final (No. 4)
- Trio 2B       -

Akt I Duett (No. 3): Grevinnan: "so ist am Ende ganz allein die Schuld dabei doch sein"

## Om polkan
Speltiden är ca 3 minuter och 43 sekunder plus minus några sekunder beroende på dirigentens musikaliska tolkning.
Polkan var ett av fem verk där Strauss återanvände musik från operetten Der Karneval in Rom:
- Vom Donaustrande, Schnell-Polka, Opus 356
- Carnevalsbilder, vals, Opus 357
- Nimm sie hin, Polka-francaise, Opus 358
- Gruss aus Österreich, Polkamazurka, Opus 359
- Rotunde-Quadrille, kadrilj, Opus 360